# هالدين دوغلاس
هالدين دوغلاس (بالإنجليزية: Haldane Douglas)‏ هو رسام ومخرج فني أمريكي، ولد في 13 أغسطس 1892 في بيتسبرغ في الولايات المتحدة، وتوفي في 26 مايو 1980 في مقاطعة أورانج في الولايات المتحدة.

## وصلات خارجية
- هالدين دوغلاس على موقع IMDb (الإنجليزية)
- هالدين دوغلاس على موقع أول موفي (الإنجليزية)
- هالدين دوغلاس على موقع قاعدة بيانات الأفلام السويدية (السويدية)
- هالدين دوغلاس على موقع قاعدة بيانات الفيلم (الإنجليزية)
- هالدين دوغلاس على موقع كينوبويسك (الروسية)